# Syrau
Syrau ist eine Ortschaft und zugleich ein Ortsteil der Gemeinde Rosenbach/Vogtl. im sächsischen Vogtlandkreis. Die mit der Bildung der Gemeinde Rosenbach/Vogtl. am 1. Januar 2011 entstandene Ortschaft Syrau besteht aus den Ortsteilen Syrau und Fröbersgrün.

## Geographie

### Geographische Lage

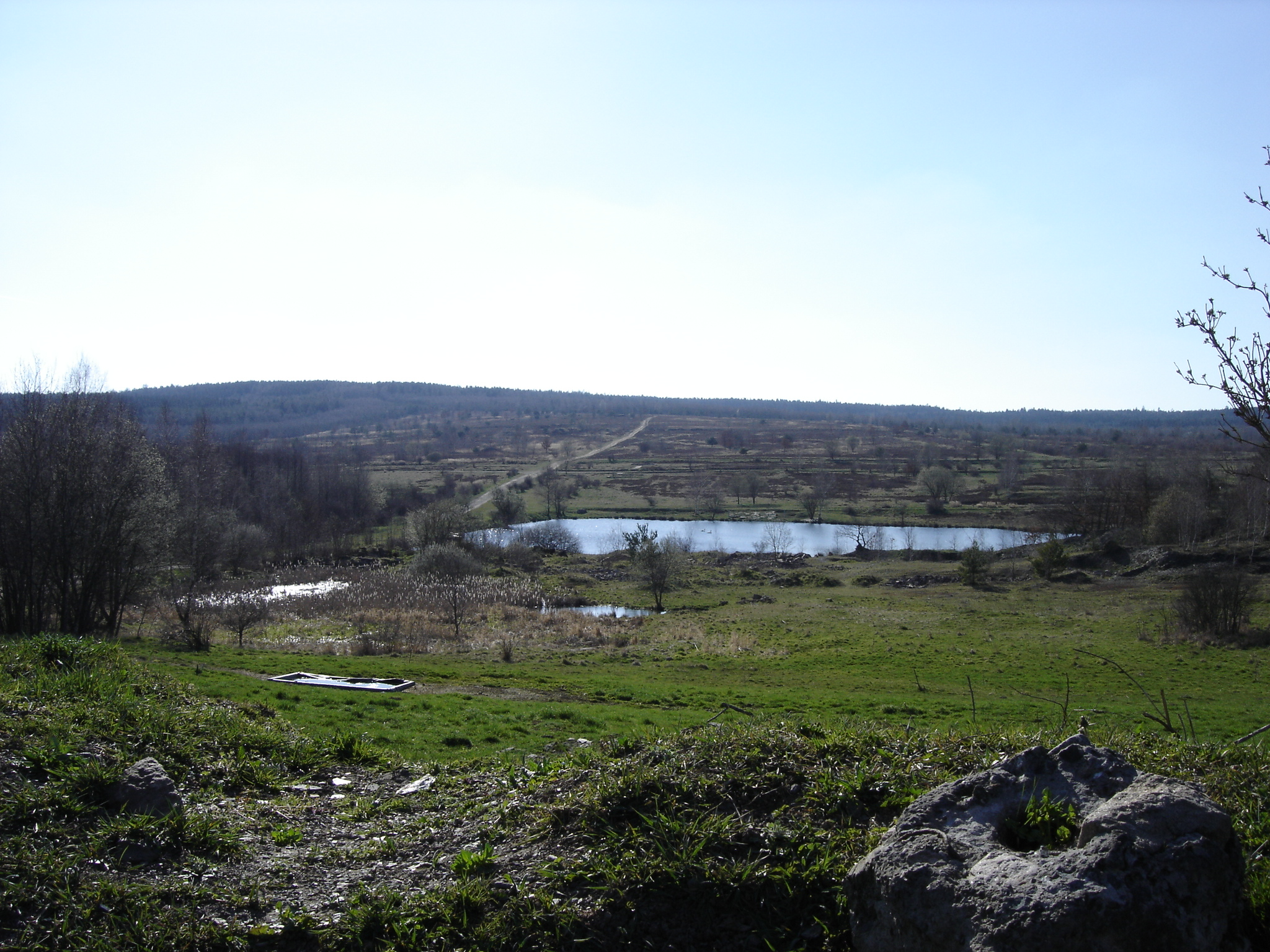
Naturschutzgebiet Syrau-Kauschwitzer Heide bei Syrau

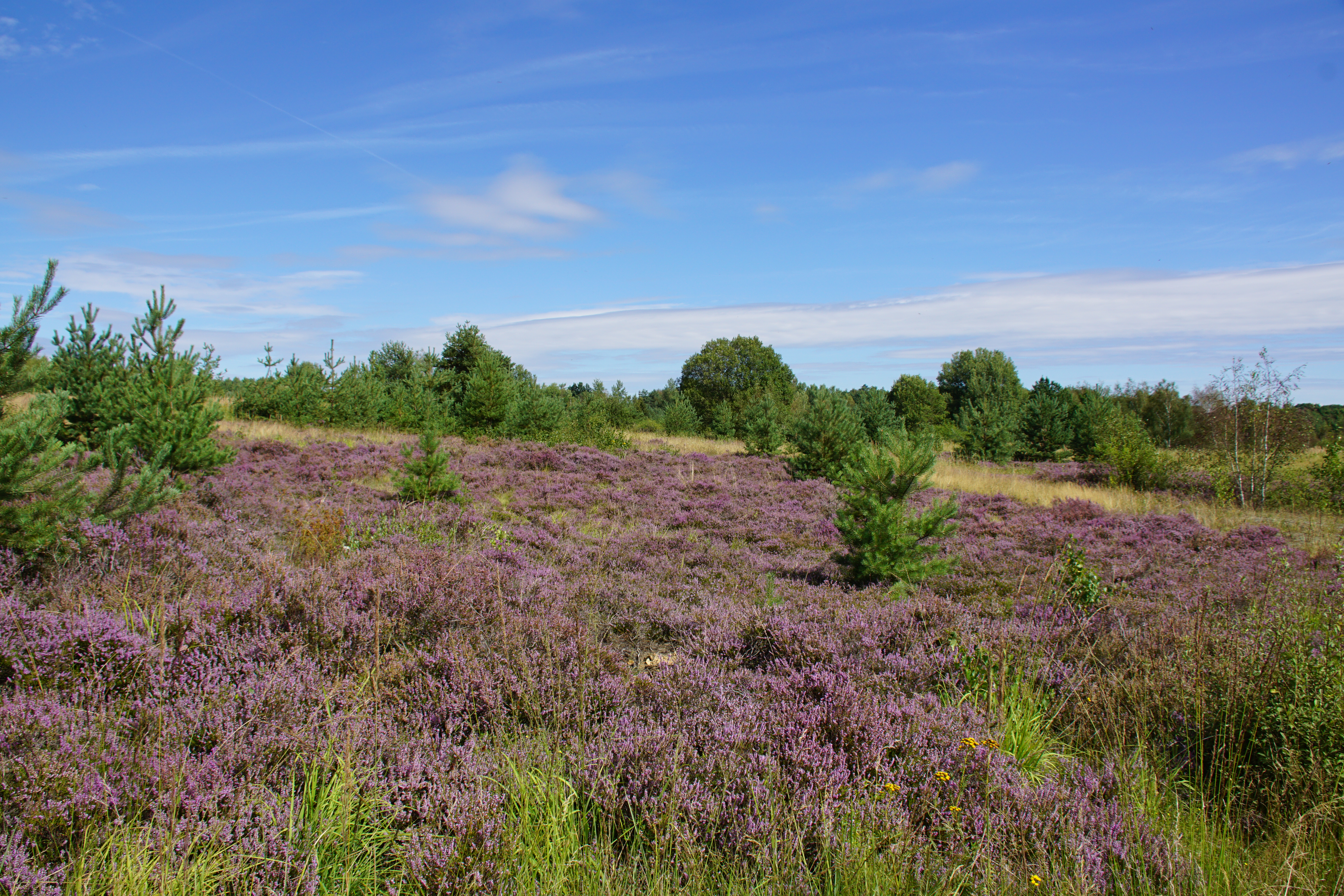
Syrau-Kauschwitzer Heide

Die Ortschaft Syrau bildet den nordöstlichen Teil der Gemeinde Rosenbach/Vogtl. Innerhalb der Ortschaft Syrau wiederum bildet Syrau den südwestlichen Teil. Syrau grenzt im Norden an Thüringen. Im Nordwesten, Westen und Süden grenzt Syrau an den Mehltheurer Forst, der auch die Syrau-Kauschwitzer Heide südlich von Syrau umfasst. In der Ortsflur von Syrau entspringen der Syrabach, ein linker Zufluss der Weißen Elster und seine Zuflüsse Krachlitzbach und Kemnitzbach. Durch Syrau führt der „Müllerburschenweg“.
Syrau liegt im Nordwesten des Vogtlandkreises und im sächsischen Teil des historischen Vogtlands, an der Grenze zum Thüringischen Vogtland. Geographisch befindet sich der Ort im Zentrum des Naturraums Vogtland (Übergang vom Thüringer Schiefergebirge ins Mittelvogtländische Kuppenland).

### Nachbarorte
Die Ortschaft Syrau grenzt an die Stadt Plauen im sächsischen Vogtlandkreis sowie die zum thüringischen Landkreis Greiz gehörenden Städte Greiz und Zeulenroda-Triebes.
Der Ortsteil Syrau grenzt an vier weitere Ortsteile der Gemeinde, drei Stadtteile der Stadt Plauen und einen Stadtteil der Stadt Zeulenroda-Triebes.
|                       | Frotschau (Thüringen)                       | Fröbersgrün         |
| Mehltheuer, Fasendorf | Kompassrose, die auf Nachbargemeinden zeigt | Steinsdorf, Jößnitz |
| Schneckengrün         | Kauschwitz                                  |                     |

## Geschichte

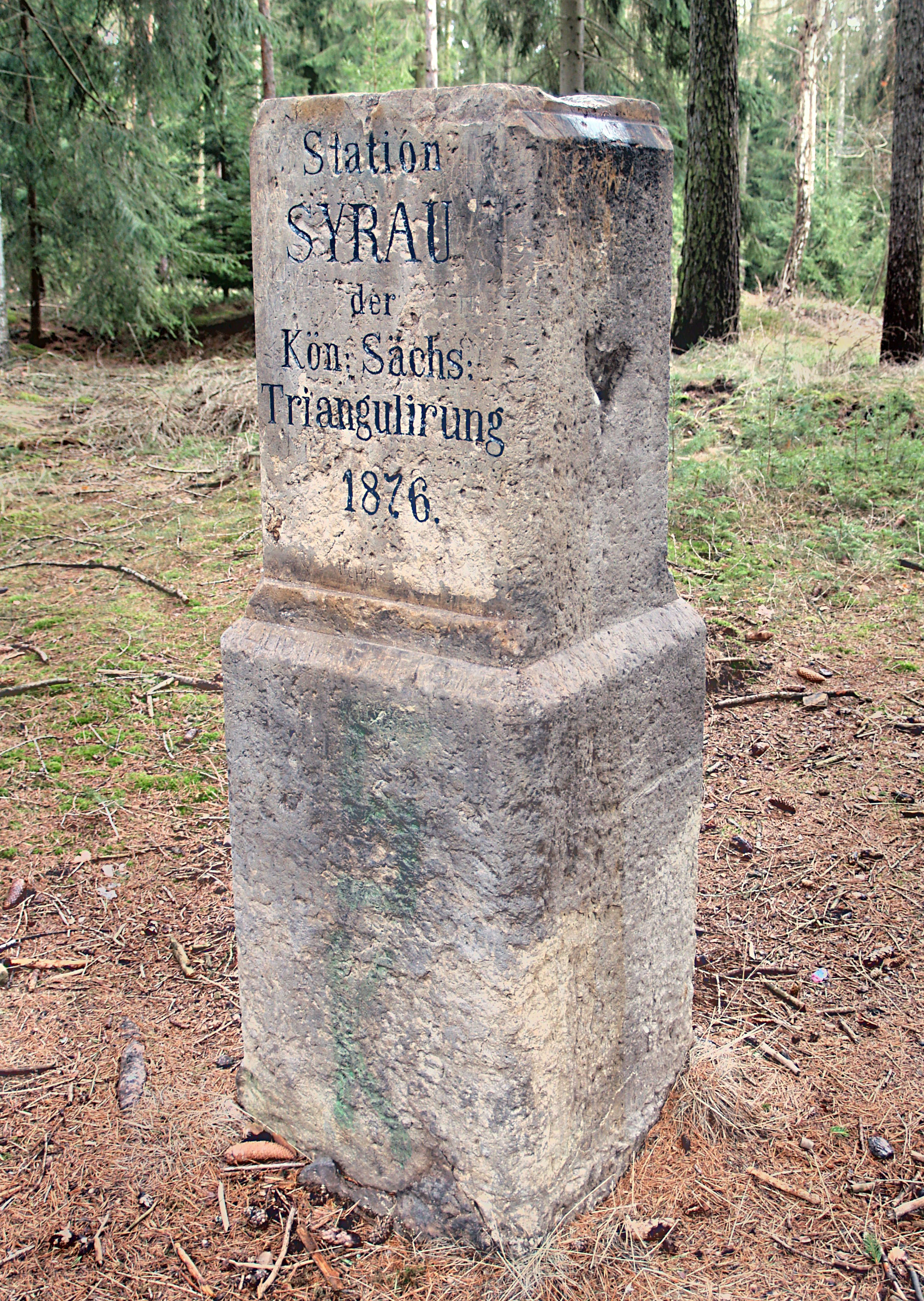
Königlich-Sächsische Triangulirung, Station Syrau auf dem Steinpöhl

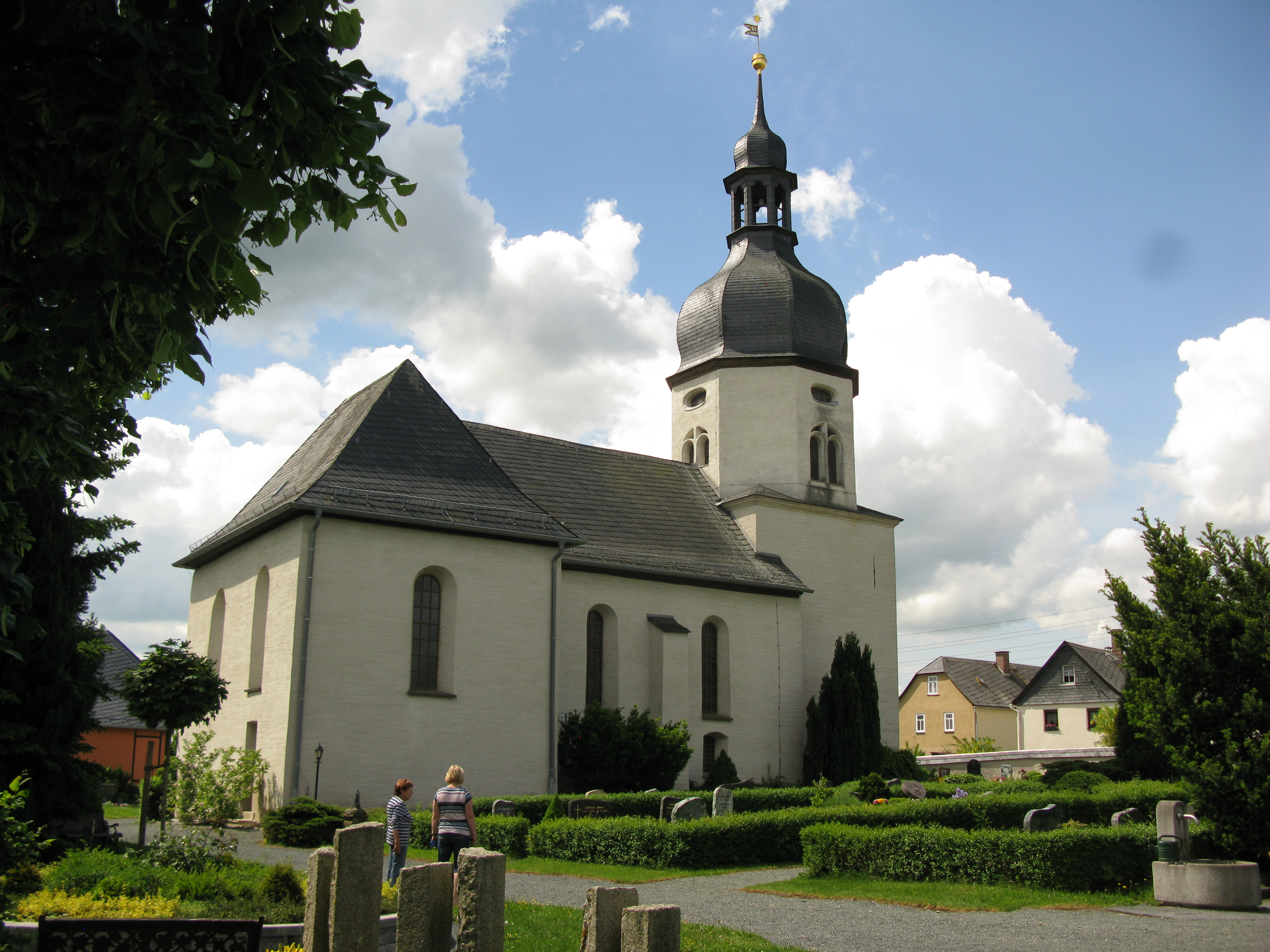
Kirche von Syrau

Das Gassengruppendorf Syrau wurde im Jahr 1266 als Siren und 1282 als Syraw erwähnt, was Ort im Weideland bedeutet. Eine weitere Möglichkeit der Herleitung des Namens ist die vom Bachnamen Siroune, der 1122 in der ältesten Urkunde des Vogtlandes erschien. In Schönbacher Chroniken ist das Erbauungsjahr einer Kapelle Syrau 1370 genannt. Syrau pfarrte bis dahin zur Abtei Schönbach, davor zur Probstei Elsterberg. Die heutige Kirche entstand in den Jahren 1686 bis 1689.
Bezüglich der Grundherrschaft gehörte Syrau im Jahr 1577 anteilig zu den Rittergütern Jößnitz und Syrau. Um 1583 war die Grundherrschaft zwischen den Rittergütern Syrau und Kauschwitz geteilt. Das Rittergut Syrau, welches sich nahe der Drachenhöhle Syrau befindet, befand sich im Jahr 1446 im Besitz von Apel von Tettau, welcher durch den sächsischen Kurfürsten mit dem Gut belehnt worden war. In der zweiten Hälfte des 16. Jahrhunderts bestanden zwei Rittergüter, die spätestens zu Beginn des 19. Jahrhunderts wieder zu einem vereinigt wurden. Das Rittergut Syrau gehörte bis 1789 den Herren von Watzdorf und um 1850 der Familie Golle. Diese verkauften das Rittergut Syrau im Jahr 1911 an die Stadt Plauen, die im folgenden Jahr eine Pflegeanstalt im Herrenhaus einrichtete.
Bis 1856 lag Syrau im kursächsischen bzw. königlich sächsischen Amt Plauen. 1856 wurde Syrau dem Gerichtsamt Plauen und 1875 der Amtshauptmannschaft Plauen angegliedert. Obwohl der Abschnitt Plauen (Vogtl) oberer Bahnhof–Hof Hauptbahnhof der Bahnstrecke Leipzig–Hof über Syrauer Flur bereits am 20. November 1848 eröffnet wurde, erhielt der Ort erst am 20. Dezember 1896 einen eigenen Haltepunkt. Die Holländerwindmühle Syrau wurde 1864 mit zwei Mahlgängen erbaut. Sie ist die einzige Holländerwindmühle im Vogtland und seit 1982 als Museum geöffnet. Im Juli 1876 wurde durch den sächsischen Gradmessungsassistenten Emil Resch auf dem Gipfel des Steinpöhl in der Syrau-Kauschwitzer Heide die Station Nr. 154 2. Ordnung der Königlich Sächsischen Triangulierung aus Ziegelmauerwerk errichtet. Das nicht sehr witterungsbeständige Mauerwerk der Säule wurde nachträglich durch einen Pfeiler aus örtlichem Sandstein ersetzt. Mit der wachsenden Spitzenindustrie in Plauen erfuhr auch das nahe Syrau einen Aufschwung, im Ort entstanden viele kleine Stickereien und Webereien. Durch die Entdeckung der Drachenhöhle Syrau im Jahr 1928 wurde Syrau weit über die Grenzen des Vogtlands hinaus bekannt. Das Herrenhaus Syrau wurde im Jahr 1945 durch die Sowjetische Militäradministration in Deutschland genutzt, ab 1946 diente es der Düngerabfuhr AG als Unternehmenssitz. Später wurde das Rittergut Syrau in ein Volksgut umgewandelt.
Durch die zweite Kreisreform in der DDR kam die Gemeinde Syrau im Jahr 1952 zum Kreis Plauen-Land im Bezirk Chemnitz (1953 in Bezirk Karl-Marx-Stadt umbenannt). In der Zeit der DDR richtete das „Bahnpostamt 29 – Halle“ in Syrau das Kinder-Ferienlager „Gerhard Schmidt“ ein. Das Rittergut Syrau kam im Jahr 1990 wieder an die Stadt Plauen zurück, die das Gebäude modernisierte und umbauen ließ. Im Jahr 2011 wechselte das Rittergut den Besitzer.
Die Gemeinde Syrau kam im Jahr 1990 zum sächsischen Landkreis Plauen, der 1996 im Vogtlandkreis aufging. Am 1. Januar 1994 schloss sich die bis dahin eigenständige Gemeinde Fröbersgrün freiwillig der Gemeinde Syrau an. Der Ort gehörte ursprünglich zum Fürstentum Reuß-Greiz, dann zum thüringischen Landkreis Greiz und ab dem 25. Juli 1952 zum Kreis Zeulenroda im Bezirk Gera, bevor er am 4. Dezember 1952 auf Wunsch der Gemeindevertretung zum Kreis Plauen kam.
Durch den Zusammenschluss von Syrau mit Leubnitz und Mehltheuer bildet Syrau mit seinem Ortsteil Fröbersgrün seit dem 1. Januar 2011 eine von drei Ortschaften der Gemeinde Rosenbach/Vogtl.
Bürgermeister ist seit 2018 Michael Frisch.
| Wahl                        | Bürgermeister | Vorschlag | Wahlergebnis (in %) |
| --------------------------- | ------------- | --------- | ------------------- |
| Auflösung (siehe Rosenbach) |               |           |                     |
| 2008                        | Achim Schulz  | FDP       | 59,6                |
| 2001                        | Achim Schulz  | Schulz    | 96,2                |

### Einwohnerentwicklung
Entwicklung der Einwohnerzahl (jeweils zum 31. Dezember):
| - 1971: 1526 - 1998: 1872 - 1999: 1823 - 2000: 1792 | - 2001: 1767 - 2002: 1735 - 2004: 1731 - 2006: 1658 | - 2007: 1623 - 2008: 1606 |

## Kultur und Sehenswürdigkeiten

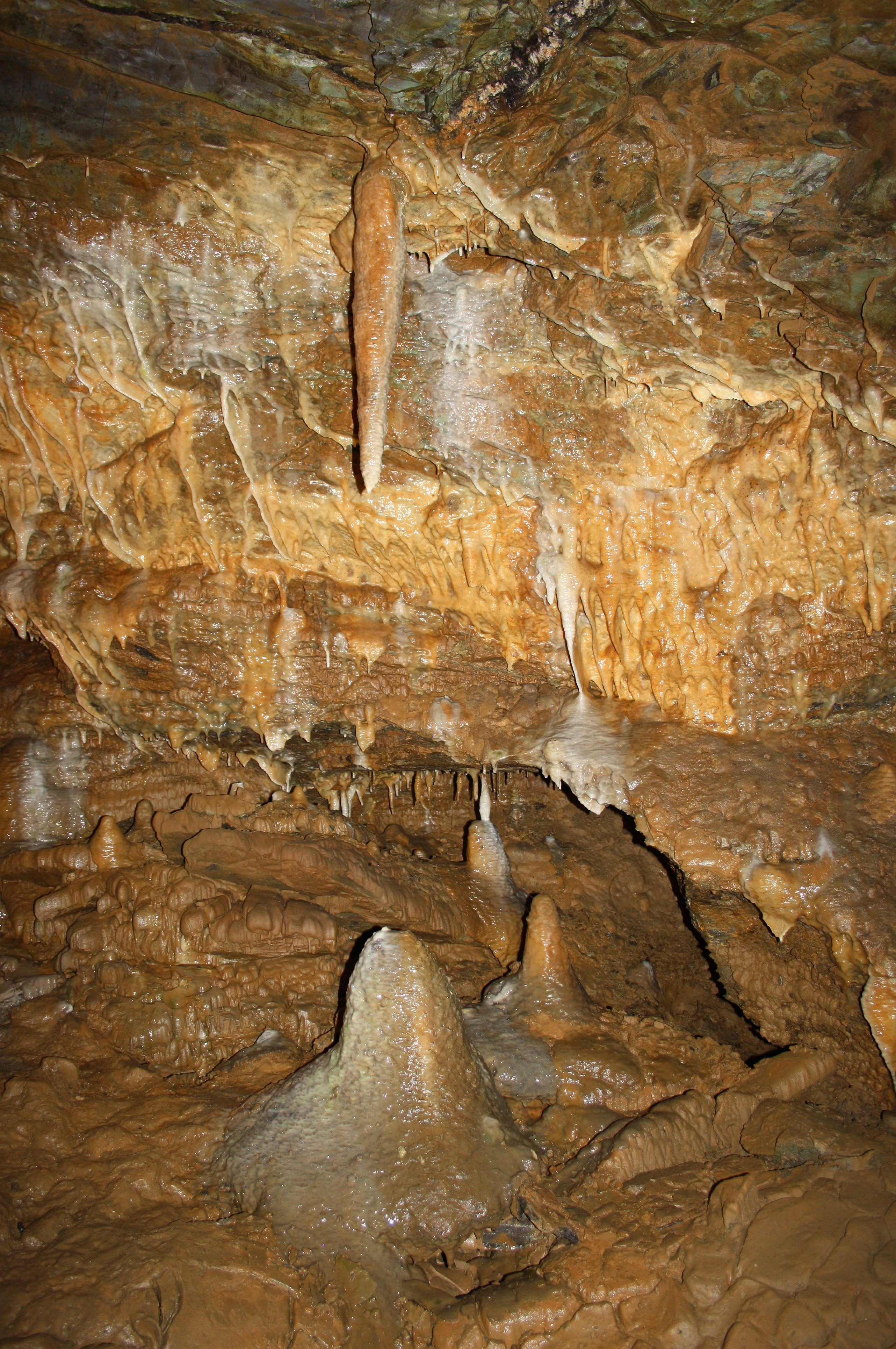
Drachenhöhle Syrau
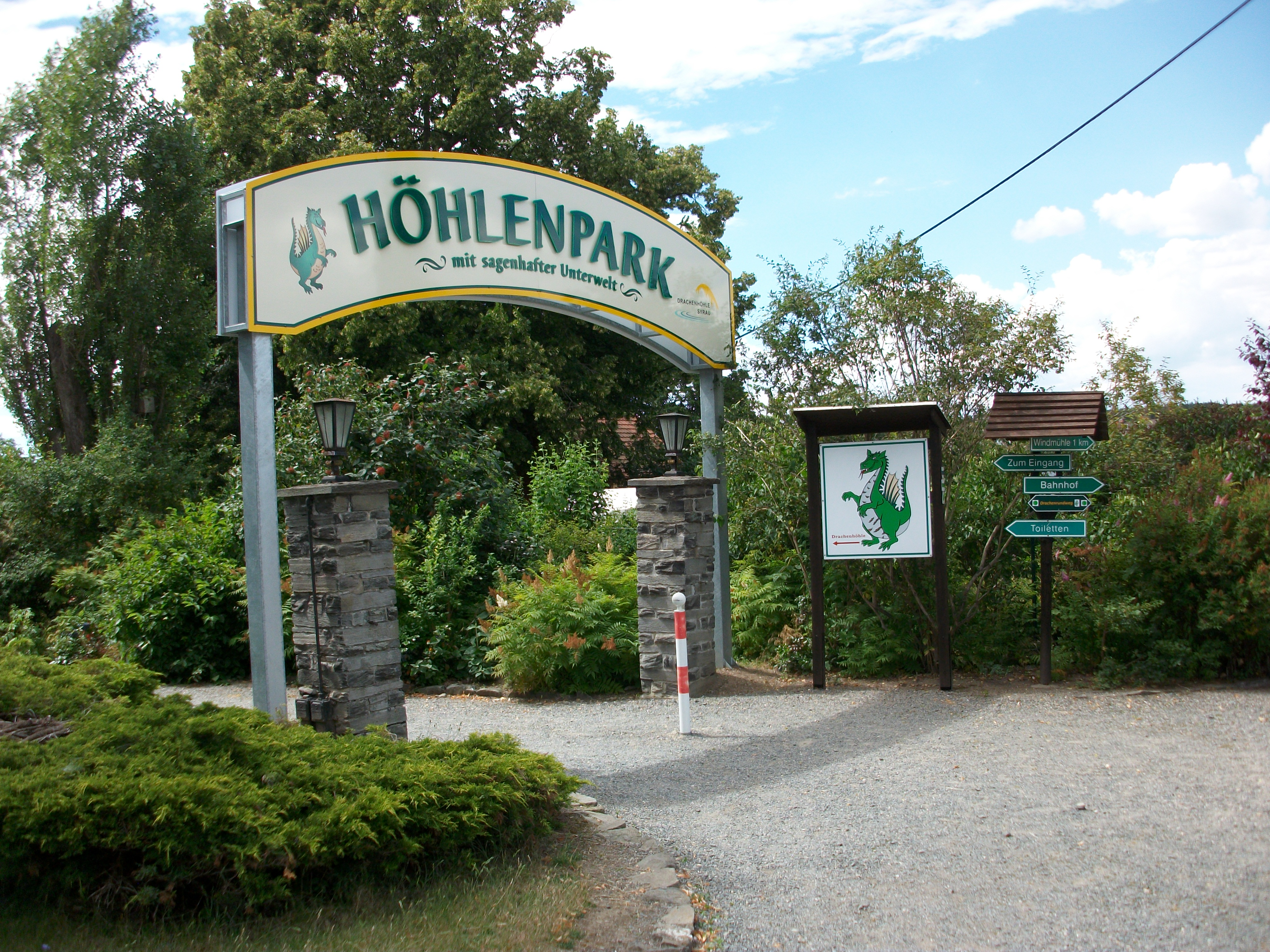
Höhlenpark Syrau, Eingang
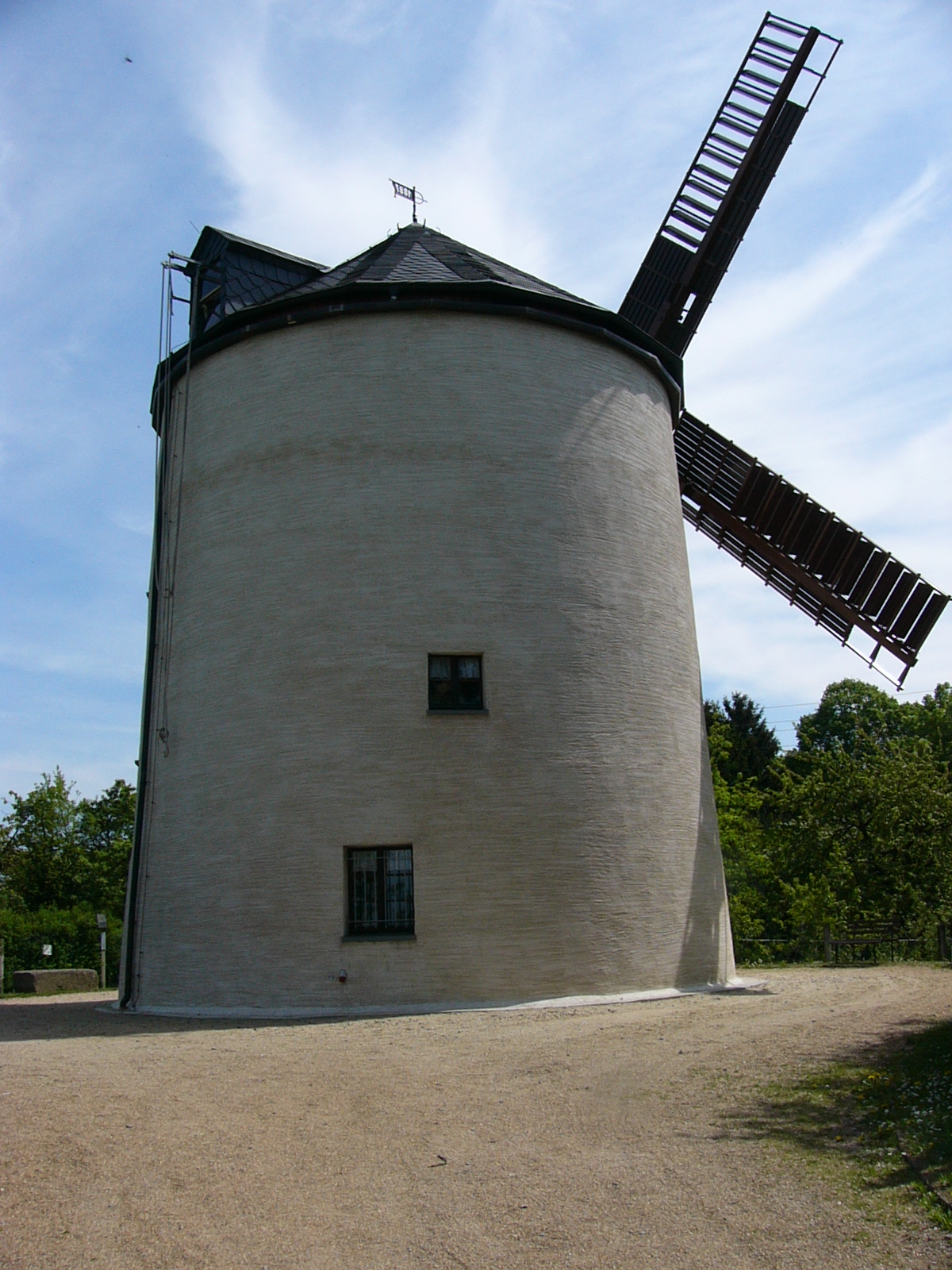
Holländerwindmühle Syrau
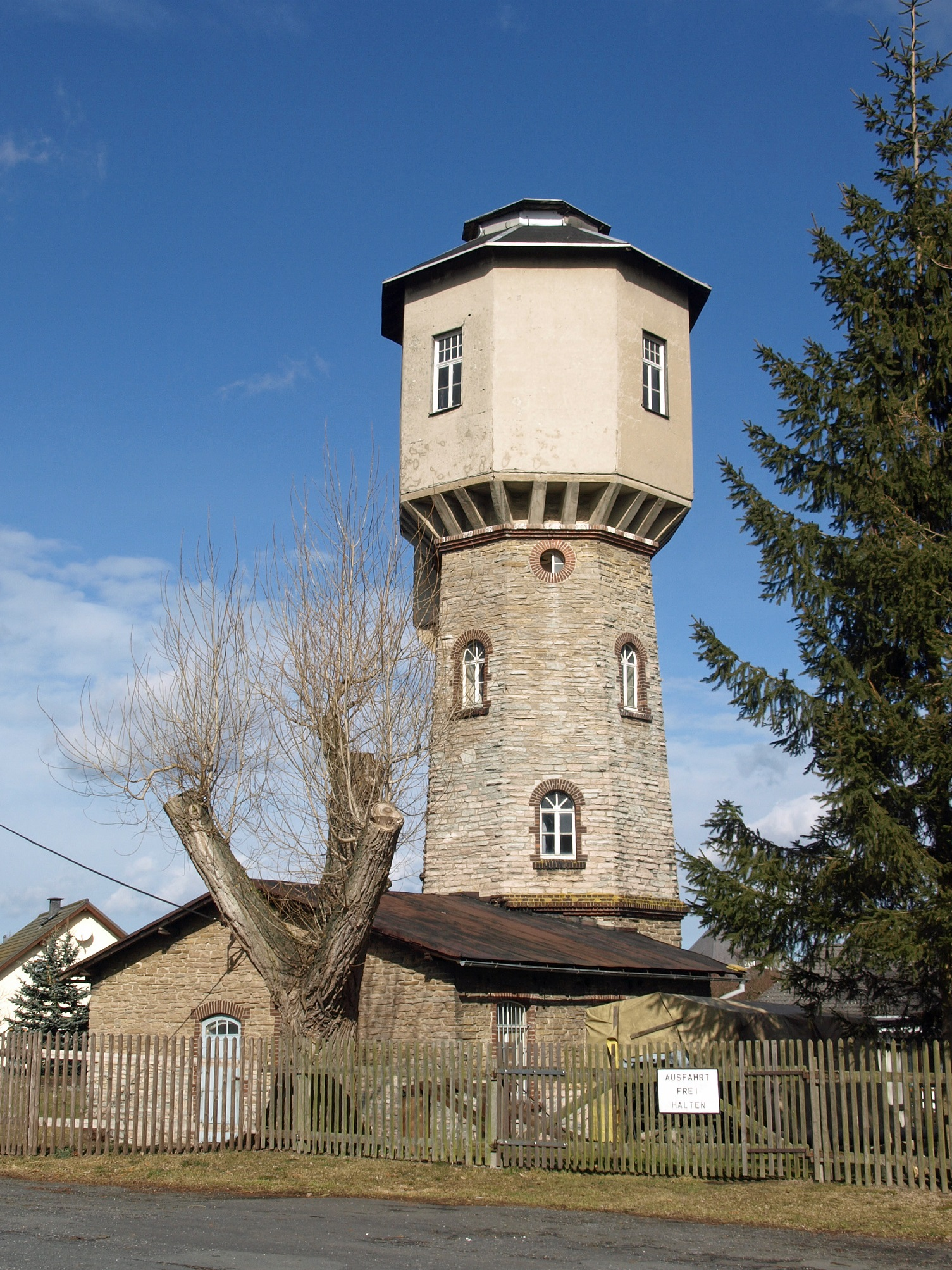
Wasserturm Syrau

Bedeutendste Sehenswürdigkeit des Ortes ist die einzige natürlich entstandene Tropfsteinhöhle Sachsens, die 1928 durch den örtlichen Bruchmeister Ludwig Undeutsch entdeckte Drachenhöhle Syrau.
Gegenüber der Drachenhöhle steht der Wasserturm von Syrau.
Besichtigt werden kann auch die Holländerwindmühle Syrau, eine dreistöckige, 1887 errichtete und bis 1929 betriebene Turmholländerwindmühle mit weitgehend vollständiger Einrichtung, die einzige noch existierende von ehemals 31 im Vogtland, heute ein technisches Museum. Sie steht nordöstlich des Ortes, 400 m von der Fröbersgrüner Straße entfernt in einer kleinen Siedlung. Die Kirche mit achteckigem Turm und intarsiengeschmückter Kanzel stammt von 1689.

## Söhne und Töchter der Gemeinde
- Eduard Alberti (1798–1883), reußischer Richter und Politiker
- Kurt Gruber (1904–1943), Politiker, Führer der Hitlerjugend
- Joachim Günther (* 1948), Politiker und Parlamentarischer Staatssekretär beim Bundesminister für Raumordnung, Bauwesen und Städtebau
- David Langheinrich (1978–2006), Rallyesportler

## Verkehr

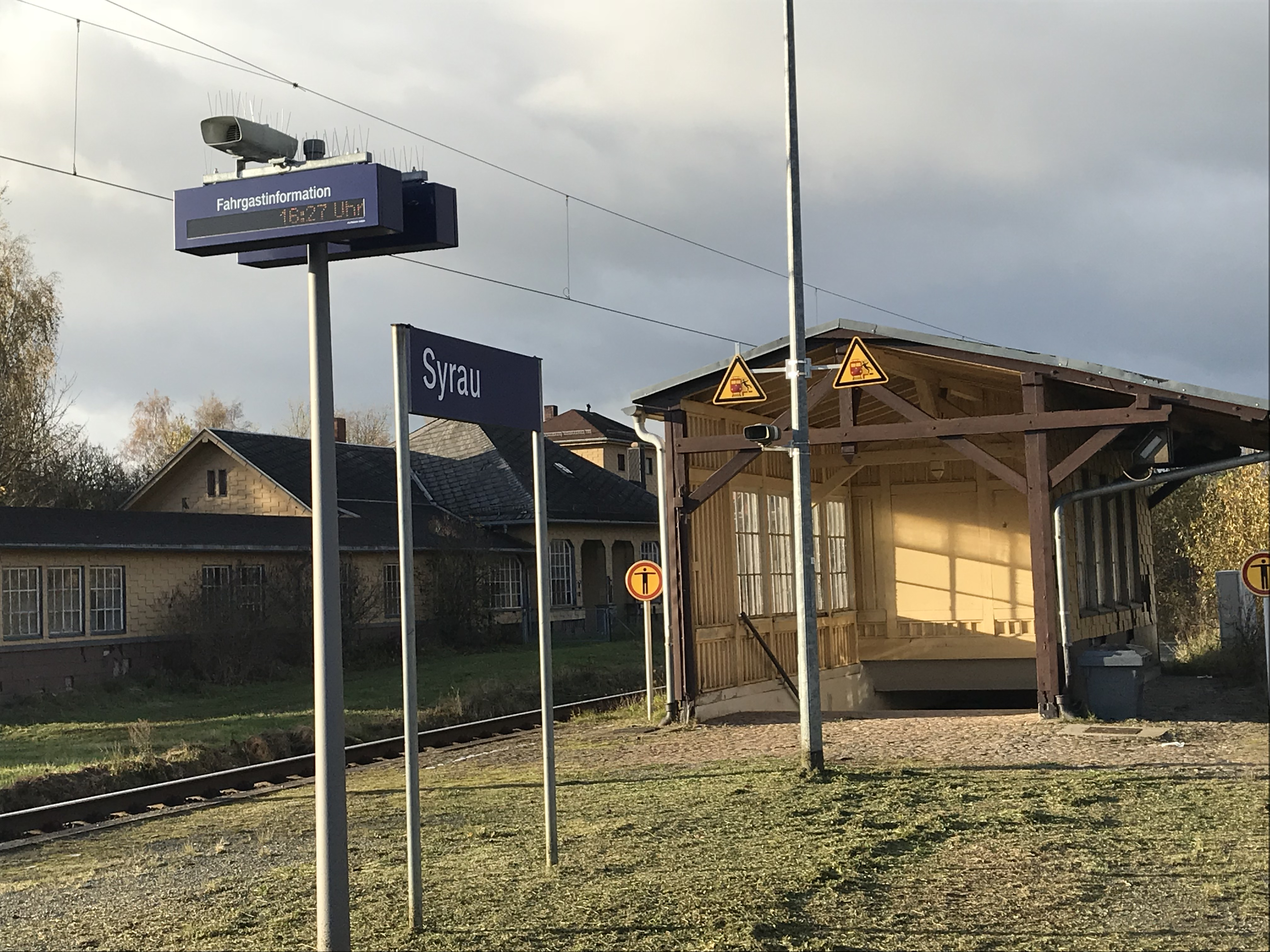
Haltepunkt Syrau

Direkt durch den Ort führen die Bundesstraße 282 (E49) von Schleiz nach Plauen sowie die Bahnstrecke Leipzig–Hof (Sachsen-Franken-Magistrale), an der Syrau einen Haltepunkt am östlichen Ortsrand besitzt. Während die B 282 auf direktem Wege nach Mehltheuer führt, verläuft die Bahnstrecke Leipzig–Hof in einem Bogen nach Norden über thüringisches Gebiet nach Mehltheuer. Die südöstliche Flurgrenze bildet die Bundesstraße 92.
Die Regionalbahnlinie RB 5 der Vogtlandbahn hält zweistündlich am Haltepunkt Syrau und verbindet Syrau mit Mehltheuer (Anschluss an Elster Saale Bahn) und Plauen. Der Regionalexpress Dresden–Hof passiert Syrau ohne Halt.
Syrau wird außerdem im Zweistundentakt von der TaktBus-Linie 42 des Verkehrsverbunds Vogtland angebunden. Diese verkehrt nach Plauen sowie nach Pausa und Zeulenroda. In Plauen besteht Anschluss zum Regionalexpress nach Dresden und Hof. Außerdem verkehrt die RufBus-Linie 46 nach Fröbersgrün.